# (4000) Hipparchus
(4000) Hipparchus es un asteroide perteneciente al cinturón de asteroides descubierto el 4 de enero de 1989 por Seiji Ueda y Hiroshi Kaneda desde Kushiro, Japón.

## Designación y nombre
Hipparchus recibió al principio la designación de 1989 AV.
Más tarde, en 1991, el Comité de Nombres del Centro de Planetas Menores lo nombró en honor del matemático griego Hiparco de Nicea (190-120 a. C.).

## Características orbitales
Hipparchus está situado a una distancia media de 2,589 ua del Sol, pudiendo acercarse hasta 2,294 ua y alejarse hasta 2,884 ua. Tiene una inclinación orbital de 2,717 grados y una excentricidad de 0,1139. Emplea 1522 días en completar una órbita alrededor del Sol.

## Características físicas
La magnitud absoluta de Hipparchus es 12,7 y el periodo de rotación de 3,418 horas.